# Phạm Đình Hổ (phường)
Phạm Đình Hổ là một phường thuộc quận Hai Bà Trưng, thành phố Hà Nội, Việt Nam.

## Địa lý
Phường Phạm Đình Hổ nằm ở phía bắc quận Hai Bà Trưng, có vị trí địa lý:
- Phía đông giáp phường Bạch Đằng
- Phía tây giáp phường Nguyễn Du
- Phía nam giáp các phường Đống Mác, Đồng Nhân và Phố Huế
- Phía bắc giáp quận Hoàn Kiếm.

Phường Phạm Đình Hổ có diện tích 0,48 km², dân số năm 2022 là 12.962 người, mật độ dân số đạt 27.004 người/km².

## Lịch sử
Địa bàn phường Phạm Đình Hổ hiện nay trước đây vốn là phường Phạm Đình Hổ và phần lớn phường Ngô Thì Nhậm thuộc quận Hai Bà Trưng.
Đến năm 2019, phường Phạm Đình Hổ có diện tích 0,30 km², dân số là 7.355 người, mật độ dân số đạt 24.517 người/km². Phường Ngô Thì Nhậm có diện tích 0,19 km², dân số là 6.168 người, mật độ dân số đạt 32.463 người/km².
Ngày 11 tháng 2 năm 2020, Ủy ban Thường vụ Quốc hội ban hành Nghị quyết số 895/NQ-UBTVQH14 về việc sắp xếp các đơn vị hành chính cấp xã thuộc thành phố Hà Nội (nghị quyết có hiệu lực từ ngày 1 tháng 3 năm 2020). Theo đó, sáp nhập 0,18 km² diện tích tự nhiên và 5.526 người của phường Ngô Thì Nhậm sau (trừ mặt phố Huế từ số nhà 52 đến số nhà 214 sáp nhập vào phường Nguyễn Du) vào phường Phạm Đình Hổ.